# Susaki
Susaki (須崎市 -shi) é uma cidade japonesa localizada na província de Kochi.
Em 2003 a cidade tinha uma população estimada em 26 960 habitantes e uma densidade populacional de 199,03 h/km². Tem uma área total de 135,46 km².
Recebeu o estatuto de cidade a 1 de Outubro de 1954.